# Jechiel Granatsztajn
Jechiel Granatsztajn (hebr. ‏יחיאל גראנאטשטיין‎, ur. 6 czerwca 1913 w Lublinie, zm. 7 lutego 2008 w Jerozolimie) – izraelski i polski dziennikarz, publicysta i prozaik tworzący w języku jidysz oraz hebrajskim.

## Życiorys
Urodził się w rodzinie Szmuela Granatsztajna i Rywki. Uzyskał tradycyjne wykształcenie żydowskie w bet midraszach oraz sztyblach chasydzkich, uczęszczał także do świeckiego gimnazjum. 
W 1936 roku publikował pierwsze opowiadania swojego autorstwa na łamach warszawskiego czasopisma „Dos Jidisze Togblat” oraz łódzkiego „Der Jidiszer Arbeter” – organu Poalej Agudas Isroel. Publikował również szkice i miniatury w „Lodzer Folksblat”. W latach 1936–1939 mieszkał w Łodzi, odbył także służbę wojskową.
Po wybuchu II wojny światowej przedostał się do Słonimia, gdzie po ataku Niemiec na ZSRR został uwięziony w tamtejszym getcie. Był zmuszany do wykonywania prac przymusowych przy budowie dróg. Podczas likwidacji getta zginęła jego żona i syn, jemu samemu udało się natomiast dołączyć do oddziału partyzanckiego – Brygady im. Marszałka Rokossowskiego. Współpracował z konspiracyjną gazetą „Wolnaja Praca”, a od 1944 roku z wydawanym w Baranowiczach czasopismem „Czerwonaja Zwiazda”. Po zakończeniu wojny przebywał przez pewien czas w Łodzi, następnie wyjechał do Francji.
W latach 1947–1950 mieszkał w Paryżu, gdzie redagował tygodnik „Ba-Szaar”, należący do Poalej Agudas Isroel. W 1950 roku w Paryżu ukazał się jego zbiór opowiadań dotyczący życia partyzantów na Białorusi pt. Ich hob gewolt lebn (pol. Chciałem żyć), które zostały następnie przełożone na angielski. W tym samym roku wyjechał ze swoją drugą żoną i synem do Izraela. W Izraelu został członkiem Centralnej Rady Poalej Agudas Isroel. Był współpracownikiem czasopisma „Szearim”, publikował również na łamach hebrajskich gazet „HaBoker”, „Dawar” i „Ha-Cofe”. Pisał także dla czasopism jidyszowych, m.in. dla „Lecte Najes”. Publikował również książki na temat życia Żydów przed II wojną światową oraz dotyczące Zagłady Żydów.
Był Żydem ultraortodoksyjnym. Zmarł w Jerozolimie.